# Arnaud Di Pasquale
Arnaud Di Pasquale (Casablanca, Maroko, 11. veljače 1979.) je bivši francuski tenisač. Na ATP Touru se natjecao od 1998. do 2007. godine a u tom razdoblju osvojio je jedan turnir u Palermu.
Od Grand Slam turnira, Di Pasquale je najuspješniji bio na domaćem Roland Garrosu u kojem je dva puta stigao do četvrtog kola (1999. i 2002.).

## Teniska karijera
Tenisač je svoj veliki talent pokazivao još u juniorskoj dobi kada je u prosincu 1997. rangiran kao prvi teniski junior svijeta. Te godine stigao je do dva juniorska polufinala na Australian Openu i Roland Garrosu dok je osvojio US Open pobijedivši Južnoafrikanca Wesleyja Whitehousea.
Već sljedeće godine prelazi u seniore da bi 1999. godine osvojio svoji prvi (i jedini) ATP turnir, i to u Palermu protiv Španjolca Alberta Berasateguija. Također, tada je stigao i do četvrtog kola Roland Garrosa a taj uspjeh je ponovio 2002. kada ga je porazio kasniji polufinalist Marat Safin.
Veliki teniski uspjeh Arnaud Di Pasquale je ostvario na Olimpijadi u Sydneyju. Ondje je najprije u trećem kolu svladao favorita Normana da bi u četvrtfinalu sa 6–2, 6–1 bio bolji od Ferrera. U polufinalu je izgubio od kasnijeg olimpijskog pobjednika Kafeljnikova dok je u borbi za broncu pobijedio Švicarca Rogera Federera.

## ATP finala

### Pojedinačno (2:1)
| Ishod   | Datum              | Turnir                              | Podloga | Protivnik           | Rezultat                |
| ------- | ------------------ | ----------------------------------- | ------- | ------------------- | ----------------------- |
| Poraz   | 14. rujna 1998.    | Bukurešt, Rumunjska                 | zemlja  | Francisco Clavet    | 4–6, 6–2, 5–7           |
| Pobjeda | 4. listopada 1999. | Palermo, Italija                    | zemlja  | Alberto Berasategui | 6–1, 6–3                |
| Pobjeda | 18. rujna 2000.    | Olimpijske igre, Sydney, Australija | beton   | Roger Federer       | 7–6(7–5), 6–7(7–9), 6–3 |

## Vanjske poveznice
- Profil tenisača na ATP World Tour.com